# جرزيجورز جابلونسكي
جرزيجورز جابلونسكي (بالبولندية: Grzegorz Jabłoński)‏ (مواليد 10 مارس 1966) هو ملاكم بولندي، مثّل بلاده في الألعاب الأولمبية الصيفية 1988.

## روابط خارجية
جرزيجورز جابلونسكي على موقع أوليمبيديا (الإنجليزية)
- جرزيجورز جابلونسكي على موقع اللجنة الأولمبية البولندية (مؤرشف) (البولندية)